# Encyclopædia Britannica, Inc.
Encyclopædia Britannica, Inc. es una editorial estadounidense, más conocida por publicar la Encyclopædia Britannica. Desde 1964, es asimismo la casa matriz de Merriam-Webster Inc. que edita los  Merriam-Webster's Collegiate Dictionary, Eleventh Edition y Webster's Third New International Dictionary, Unabridged.

## Orígenes
La empresa fue fundada en Edimburgo, Escocia en plena Ilustración escocesa, cuando Colin Macfarquhar y Andrew Bell formaron una sociedad para editar una publicación que reflejara este nuevo espíritu de conocimiento. Contrataron a William Smellie para coordinar la edición de los tres volúmenes, el primero de los cuales se publicó en 1768.

## Versiones

### Sears Roebuck
En 1920, la marca registrada y derechos fueron vendidos a Sears Roebuck, que a su vez los vendieron al senador William Benton en 1943.
A mediados de la década de 1930, la sede de la empresa se trasladó a Chicago, Illinois, y en 1936 se comenzó a publicar una revisión anual de la enciclopedia. En 1938, se publica el primer Britannica Book of the Year.

### William Benton
El senador William Benton publicó la Britannica de 1943 hasta su muerte en 1973. Tras la muerte de su viuda, Helen Benton, en 1974, la Benton Foundation siguió gestionando la enciclopedia hasta su venta al billonario suizo Jacqui Safra en 1996, por $136 millones.